# Gypona secura
Gypona secura är en insektsart som beskrevs av Delong och Freytag 1964. Gypona secura ingår i släktet Gypona och familjen dvärgstritar. Inga underarter finns listade i Catalogue of Life.